# خورشیدگرفتگی ۱ اکتبر ۱۹۴۰
خورشیدگرفتگی ۱ اکتبر ۱۹۴۰ (به انگلیسی: Solar eclipse of October 1, 1940) یک خورشیدگرفتگی از نوع خورشیدگرفتگی کامل است. این خورشیدگرفتگی در تاریخ ۱ اکتبر ۱۹۴۰ میلادی (‎۹ مهر ۱۳۱۹ خورشیدی) روی داد که زمان اوج آن، ساعت ۱۲:۴۴:۰۶ به‌وقت ساعت هماهنگ جهانی بوده‌است. مدت زمان و طول این خورشیدگرفتگی ۵ دقیقه و ۳۵ ثانیه بود.